# Justin Wilkes
Justin Wilkes (* 20. Jahrhundert) ist ein Film- und Fernsehproduzent, der hauptsächlich im Bereich Dokumentationen bei über 100 Filmen und Fernsehserien beteiligt war.

## Karriere
Als Produzent für den Fernsehfilm Battlegrounds: Ball or Fall trat Wilkes im Jahr 2003 das erste Mal in Erscheinung. Im Jahr 2004 war Wilkes als Produzent für den Dokumentarfilm Fade to Black über Jay-Z verantwortlich. Im Jahr darauf erschien der von ihm produzierte Fernsehfilm The Exonerated mit Danny Glover und Delroy Lindo. Des Weiteren wurde er als Executive Producer für Dokumentarfilme über folgende Stars eingesetzt Jennifer Lopez, Tony Robbins, Ellie Goulding, Ed Sheeran, Pharrell Williams, Lady Gaga, Jon Bon Jovi und Britney Spears.
Zusätzlich wirkte Wilkens bei Fernsehsendungen oder Sondersendungen von Oprah Winfrey als Executive Producer mit.
2016 erhielt Wilkes für Park Bench with Steve Buscemi und What Happened, Miss Simone? jeweils einen Emmy. Bei der Oscarverleihung 2016 erhielt er eine Oscar-Nominierung für What Happened, Miss Simone? in der Kategorie bester Dokumentarfilm.

## Filmografie (Auswahl)
- 2003: Battlegrounds: Ball or Fall (Fernsehfilm)
- 2005: The Exonerated (Fernsehfilm)
- 2004: Fade to Black
- 2013: Shrek the Musical
- 2014–2015: Park Bench with Steve Buscemi (Fernsehserie, 27 Episoden)
- 2015: What Happened, Miss Simone?
- 2016: Mars (Fernsehserie)
- 2024: Frida